# (4804) Pasteur
(4804) Pasteur (1989 XC1) – planetoida z pasa głównego asteroid okrążająca Słońce w ciągu 4,42 lat w średniej odległości 2,69 j.a. Odkryta 2 grudnia 1989 roku.